# Deir ez-Zor (tỉnh)
Deir ez-Zor (tiếng Ả Rập: مُحافظة دير الزور / ALA-LC: Muḥāfaẓat Dayr az-Zawr) là một trong 14 tỉnh của Syria. Tỉnh nằm ở phía đông của Syria, giáp với các tỉnh Nineveh và Al Anbar của Iraq. Tỉnh có diện tích 33.060 km² và dân số theo điều tra năm 2010 là 1.202.000 người. Thành phố thủ phủ là Deir ez-Zor.

## Các huyện
Tỉnh được chia thành 3 huyện (manatiq):
- Abu Kamal
- Deir ez-Zor
- Mayadin

Các huyện được chia tiếp thành các phó huyện (nawahi).

## Chiến dịch vườn cây ăn quả
Deir ez-Zor là tỉnh bị Israel tàn phá trong Chiến dịch Vườn cây ăn quả vào ngày 6 tháng 9 năm 2007. Israel đã ném bom một khu liên hiệp ở miền bắc Syrian gần nơi bị nghi ngờ là có chứa các vật liệu hạt nhân từ Cộng hòa Dân chủ Nhân dân Triều Tiên.